# VOCALOID BEST from ニコニコ動画 (あか)
『VOCALOID BEST from ニコニコ動画（あか）』（ボーカロイド ベスト フロム ニコニコどうが あか）は、2011年6月22日にソニー・ミュージックダイレクト（以下SMDR）より発売された、VOCALOIDをボーカルにして動画投稿サイト「ニコニコ動画」にて発表された楽曲を収録したベスト・アルバム。規格品番はMHCL-1930。

## 解説
初音ミク、鏡音リン・レン、巡音ルカ、KAITO、がくっぽいど、Megpoidをボーカルに用いた楽曲が収録されている。2009年に発売された『初音ミク ベスト〜impacts〜』、『初音ミク ベスト〜memories〜』と同じく、ドワンゴ・ミュージックエンタテインメント（以下dme）との共同企画によるもので、同日にdmeより『VOCALOID BEST from ニコニコ動画 (あお)』も発売された（こちらの販売元もSMDRであり、SMEではこちらもSMDR発売分として扱われる）。また、同年8月4日にヤマハミュージックメディアより、本アルバムに参加した作者のインタビューと、収録曲の楽譜を掲載したオフィシャルブック「VOCALOID BEST from ニコニコ動画（あお・あか）」も発売されている。
初回生産限定盤は鏡音リン・レンAppendのキャラクターデザインを手がけたオサムの描き下ろしによるスペシャルボックス仕様、オサム描き下ろしのピクチャー・レーベルで、ジャケットイラストのポスターと3Dスペシャルジャケットが封入されている。

## 収録曲
1. 初音ミクの消失
  - cosMo@暴走P feat.初音ミク（作詞・作曲：cosMo@暴走P）
    - 詳細は当該項目を参照。
2. ルカルカ★ナイトフィーバー
  - samfree feat.巡音ルカ（作詞・作曲：samfree）
    - 31歳の若さで死去したsamfreeの代表楽曲。詳細は当該項目を参照。
3. ワールドイズマイン
  - supercell feat.初音ミク（作詞・作曲：ryo）
    - 詳細はsupercell (アルバム)を参照。
4. ロミオとシンデレラ
  - doriko feat.初音ミク（作詞・作曲：doriko）
    - 自身の2ndアルバムのタイトルチューンである。
5. ココロ
  - トラボルタ feat.鏡音リン（作詞・作曲：トラボルタ）
    - 詳細は当該項目を参照。
6. ワールズエンド・ダンスホール
  - wowaka feat.初音ミク・巡音ルカ（作詞・作曲：wowaka）
7. モザイクロール
  - DECO*27 feat.GUMI（作詞・作曲：DECO*27）
8. こっち向いて Baby
  - ryo(supercell) feat.初音ミク（作詞・作曲：ryo）
    - 『初音ミク -Project DIVA-2nd』のテーマ曲。詳細は当該項目を参照。
9. ハッピーシンセサイザ
  - EasyPop feat.巡音ルカ・GUMI（作詞・作曲：EasyPop）
10. Packaged
  - livetune feat.初音ミク（作詞・作曲：kz）
    - 初音ミクの名称やイラストを用いたCDで初めてのメジャーリリースとなった『Re:package』にも収録されているlivetuneの代表曲のひとつ。kzがVOCALOIDを使って初めて作った曲で、初音ミクのムーブメントの一翼を担った名曲とされる[1]。自由国民社の『現代用語の基礎知識2009』には同曲のサビの歌詞の一部「わたしの歌声 届いているかな」が一項目として掲載されている[2]。コンピレーション・アルバム『初音ミク ベスト〜memories〜』にも収録されている。
11. Alice
  - 古川本舗 feat.初音ミク（作詞・作曲：古川本舗）
    - コンピレーション・アルバム『EXIT TUNES PRESENTS STARDOM 3』に収録されているバージョンは「-reprise-」の副題がついたアレンジ違いである。
12. ダンシング☆サムライ
  - mathru(かにみそP) feat.神威がくぽ（作詞・作曲：mathru(かにみそP)）
13. カンタレラ
  - WhiteFlame feat.KAITO・初音ミク（作曲・作詞：黒うさ）
    - 詳細はカンタレラ (曲)を参照。
14. 右肩の蝶
  - のりぴー feat.鏡音リン（作詞：水野悠良 作曲：のりぴー）
    - 鏡音レン歌唱版もある。
15. え？あぁ、そう。
  - 蝶々P feat.初音ミク（作詞・作曲：蝶々P）
16. 鎖の少女
  - のぼる↑ feat.初音ミク（作詞・作曲：のぼる↑）
17. Fire◎Flower
  - halyosy feat.鏡音レン（作詞・作曲：halyosy 編曲：is）
    - 『EXIT TUNES PRESENTS Vocalonation feat.初音ミク』に収録されているバージョンは「Fire◎Flower 2011」と題してリメイクされている。halyosyが所属するバンドabsorb歌唱版もあり、そちらはabsorbのアルバム『we walk abreast』に収録されている。
18. タイムマシン
  - 1640mP（164×40mP） feat.初音ミク（作詞：164 作曲：40mP 編曲：1640mP） 
    - 164と40mPの合作曲。
19. メルト
  - supercell feat.初音ミク（作詞・作曲：ryo）
    - 詳細はsupercell (アルバム)を参照。